# Modesto F. Fernandez Diaz-Silveira
Modesto Francisco Fernández Díaz-Silveira (sinh năm 1946 tại La Habana) là quan chức chính phủ Cuba thường xuyên đi khắp thế giới để diễn thuyết về môi trường.
Ông là nhà điều tra đến từ Viện Nghiên cứu Cơ bản về Nông nghiệp Nhiệt đới (INIFAT) thuộc Bộ Nông nghiệp Cuba. Ông còn là thành viên của Diễn đàn Liên Hợp Quốc về Rừng (UNFF) được tổ chức vào năm 2003. Ông từng có nhiều bài phát biểu tại Viện Phát triển Bền vững Quốc tế (IISD) ở Canada.
Ông có bằng cử nhân Kỹ sư Nông nghiệp và bằng tiến sĩ Khoa học Nông nghiệp từ Đại học La Habana. Cha tên là Modesto Fernández-Roseñada và mẹ là Lydia Díaz-Silveira López, cả hai đều là hậu duệ của Francisco Díaz-Silveira. Ông còn có người anh họ tên là Francisco Díaz-Silveira Tamargo, chính khách người Mỹ gốc Cuba chuyên tổ chức hoạt động chống đối Fidel Castro trong cộng đồng Cuba hải ngoại.